# Ducetia inerma
Ducetia inerma is een rechtvleugelig insect uit de familie sabelsprinkhanen (Tettigoniidae). De wetenschappelijke naam van deze soort werd voor het eerst geldig gepubliceerd in 2021 door Farooqi, Ahmed en Usmani.